# Manny Siaca
Manuel Alejandro Siaca (født 21. november 1975) er en bokser fra Puerto Rico i super-mellemvægt. Siaca blev født i Toa Baja i Puerto Rico. 
Han blev professionel i 1997 og udfordrede Bruno Girard i 2000 til WBA Supermellemvægttitelen, men tabte en split beslutning. I 2001 stillede han op mod Byron Mitchell hvor han kunne opnå den ledige WBA Super mellemvægttitel.
Selvom Siaca var nede i 9. og 12. runde var han førende i kampen, men blev stoppet i 12. runde. Han udfordrede Mitchell senere på året og i en kamp, hvor Siaca var nede i den første og Mitchell var nede i den 12., tabte Siaca ved split beslutning.
I 2004 var Siaca i stand til at vinde WBA Supermellemvægt-bæltet i en forstyrret split beslutning sejr over Anthony Mundine. Han mistede titlen i sit første forsvar mod danske Mikkel Kessler, efter Siaca forblev i sit hjørne efter runde 7.
I 2006 rykkede han op i vægt og kæmpede mod Silvio Branco for den midlertidige WBA Light Heavyweight Titel, men tabte afgørelsen.